# Страховский, Леонид Иванович
Леони́д Ива́нович Страхо́вский (15 мая 1898 года, Оренбург — 24 апреля 1963 года, Торонто) — русский историк-эмигрант. Автор ряда работ по русской истории, в том числе по истории Гражданской войны и иностранной интервенции на Севере России. Также поэт, литературный псевдоним — Леонид Чацкий.

## Биография
Родился 15 мая 1898 года в Оренбурге. Отец — Иван Михайлович Страховский, в разное время служил губернатором Тургайской области, Вятской и Тифлисской губерний, был проводником столыпинской аграрной реформы в Вятской губернии.
В 1913-1917 годах воспитывался в Императорском Александровском лицее. В 1917 году поступил в Петроградский университет, но вскоре ему пришлось оставить учебу. Участвовал в Гражданской войне на стороне белых, прошёл путь от Мурманска до Онеги. Затем был участником Белого движения на Юге России. 
С 1920 года в эмиграции. В 1928 году окончил Лувенский католический университет (Бельгия), где получил степень доктора исторических наук. С конца 1920‑х годов жил в США, где преподавал европейскую и русскую историю в ряде университетов, в том числе в Гарварде (с 1943 года). 
В 1948 году переехал в Канаду. Был профессором истории и литературы факультета славистики Торонтского университета, президентом Канадской ассоциации славистов. В Торонто в 1960 году основал и редактировал литературный журнал на русском языке — «Современник».
Умер 24 апреля 1963 года в Торонто, похоронен там же.

## Сочинения
Автор 13 книг, в основном на английском языке, и трёх стихотворных сборников (под псевдонимом Леонид Чацкий). Основные сочинения:
- The Origins of American Intervention in North Russia (1918). — Princeton, 1937
- Intervention at Archangel: The Story of Allied Intervention and Russian Counter‑Revolution in North Russia, 1918—1920. — Princeton, 1944
- American Opinion about Russia, 1917—1920. — Toronto, 1961